# Belgium, Wisconsin
Belgium là một làng thuộc quận Ozaukee, tiểu bang Wisconsin, Hoa Kỳ. Năm 2006, dân số của làng này là 1678 người.